# Tramway de Washington
Le tramway de Washington, D.C. (DC Streetcar en anglais) est un système de transport en commun à Washington, D.C., la capitale des États-Unis. Une ligne de 3,3 km est en service commercial depuis le 27 février 2016.

## Histoire
Entre 1862 et 1962, des tramways arpentaient de nombreuses rues de Washington, D.C. et étaient un mode de transport ordinaire. Dans le cadre d'une politique favorable à l'automobile et face au développement de l'autobus, le système fut démantelé au début des années 1960. Le dernier tramway circula le 28 janvier 1962.
Une première ligne « moderne » 3,3 km est en service commercial depuis le 27 février 2016 au nord-est de la ville. Elle compte huit stations et relie la gare centrale (Union Station) et le secteur autour de Benning Road via le H Street corridor,.
À terme, le réseau proposé par les autorités locales pourrait comprendre 8 lignes d'une longueur d'environ 60 km au total.

## Exploitation
Le DC Streetcar circule 6 jours 7 : de 6 heures à minuit du lundi au jeudi ; jusqu'à 2 heures du matin le vendredi ; et de 8 heures à 2 heures le samedi. L'intervalle entre deux rames est de 15 minutes. L'utilisation est gratuite pour les voyageurs, en attente du choix du futur système de billettique pour l'ensemble du réseau de transport public de la ville,.
L'appel d'offres pour l’exploitation et la maintenance de la première ligne de tramway de Washington a été remporté par RATP Dev, filiale de la RATP,.

### Matériel roulant
Six véhicules articulés à trois caisses et d'aspect très semblable sont en circulation.
Trois d'entre eux (n° 101 à 103, modèle 12 Trio) furent construits en Tchéquie en 2007 par Inekon Trams(en); ils y furent entreposés jusqu'à fin 2009 à la suite de retards dans la pose de l'infrastructure.
Les trois autres (n° 201 à 203) furent construits à Portland (Oregon) par United Streetcar(en) sur un modèle Škoda 10 T(en). Le premier d'entre eux fut livré en janvier 2014 et le troisième en juin 2014.

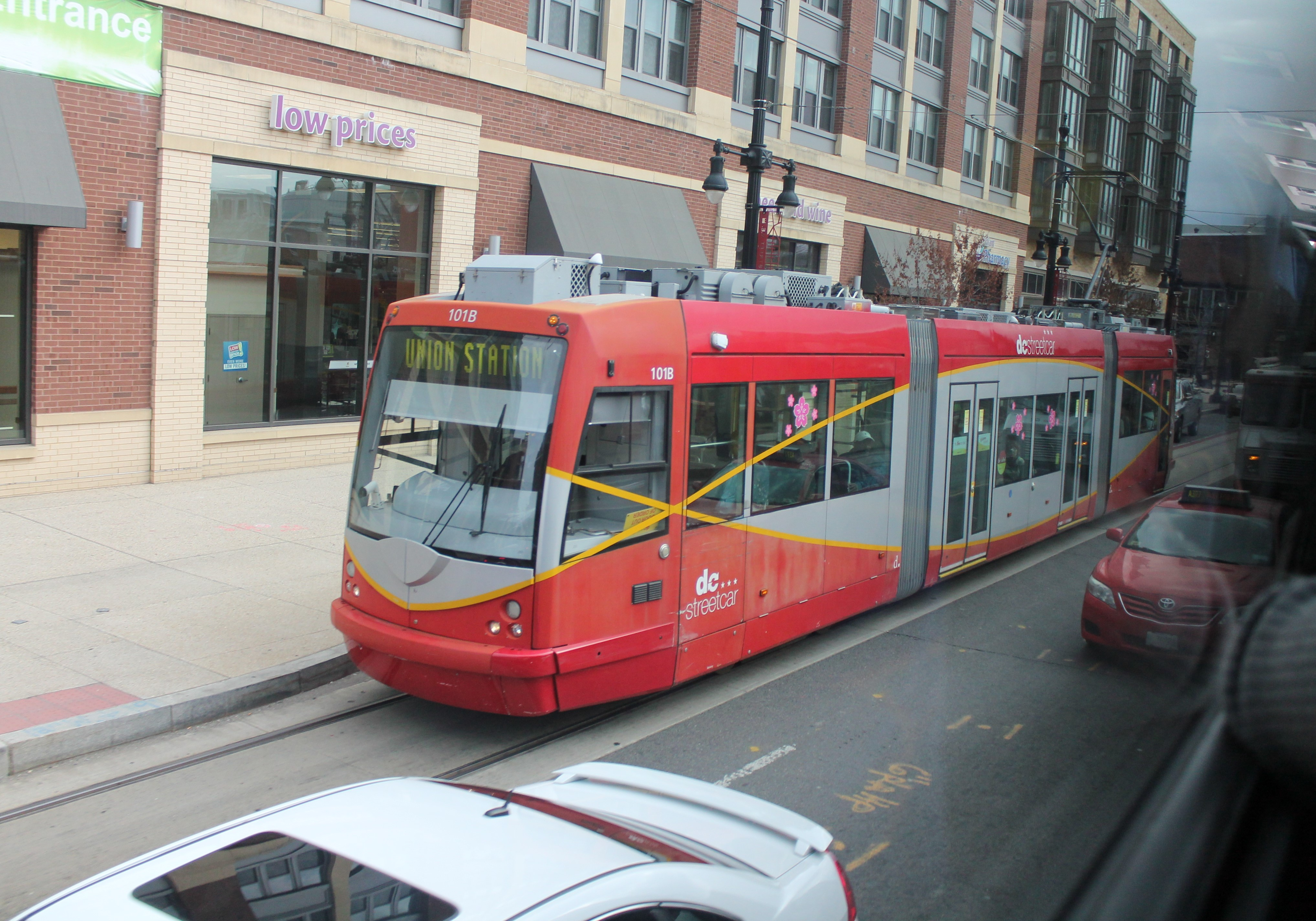
Le tram Inekon n° 101, vu depuis un autobus.
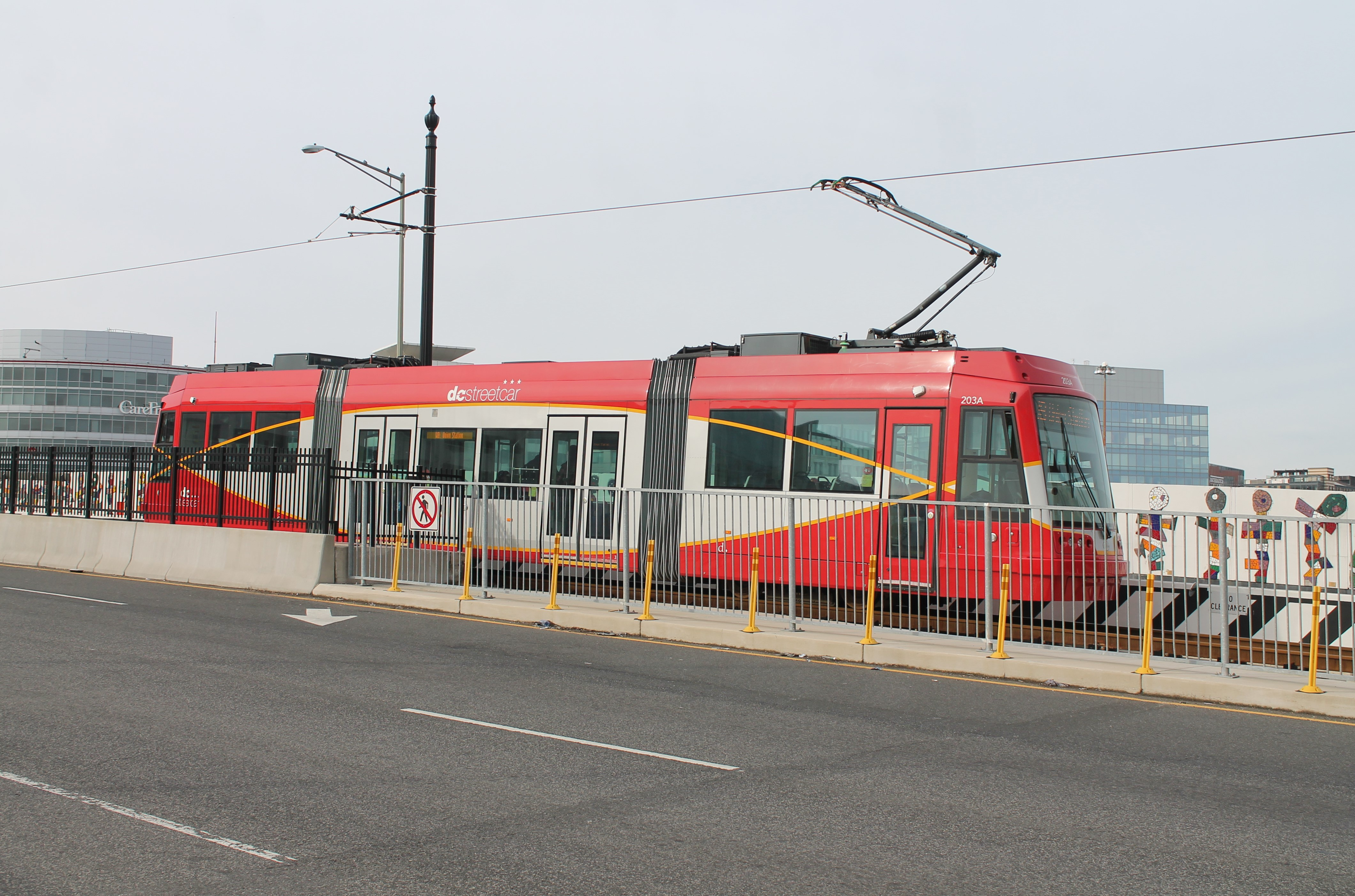
Le tram United n° 203 arrivant à son terminus Union Station.
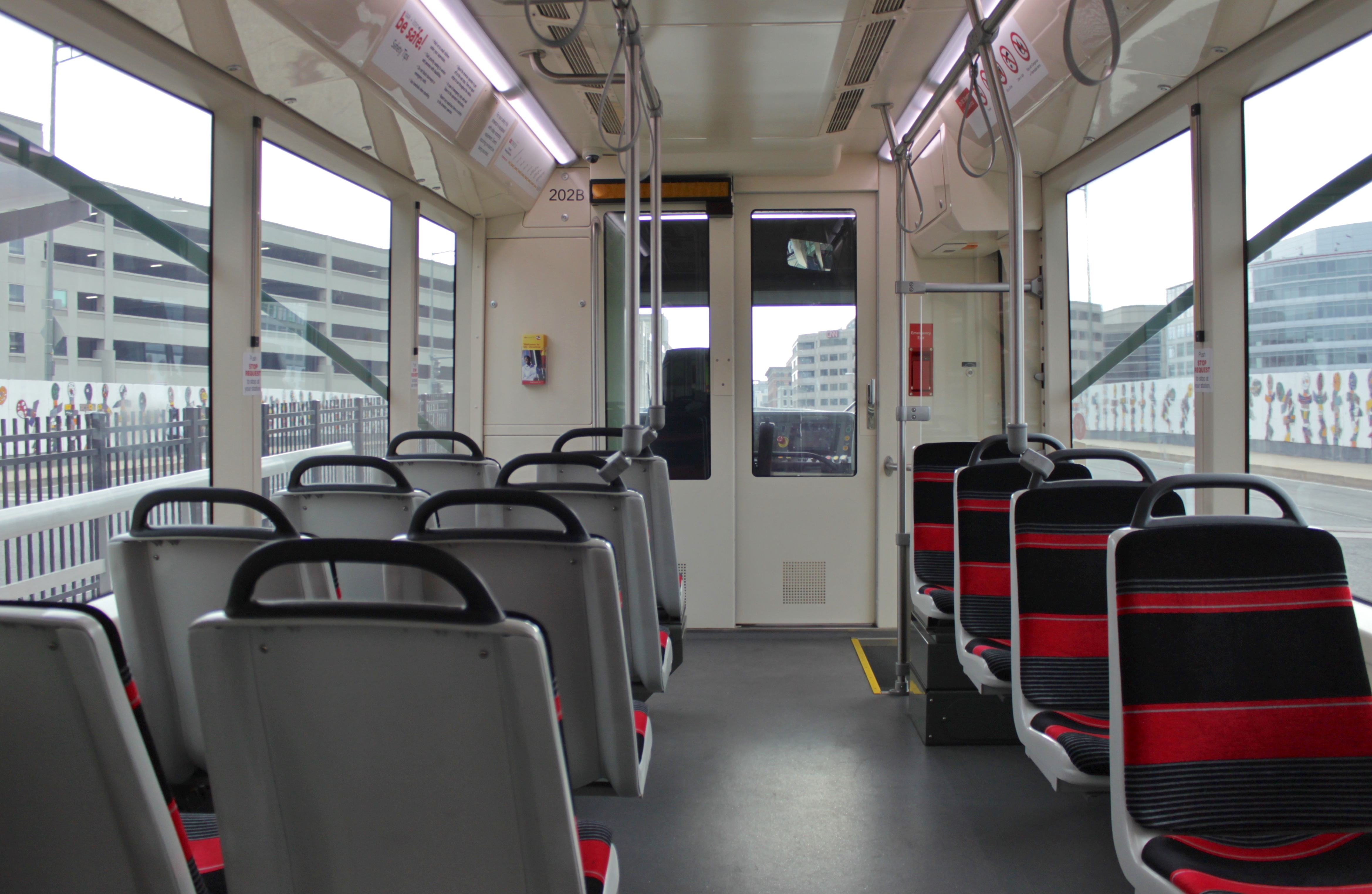
Vue intérieure du tram 202.